# Otis Blue: Otis Redding Sings Soul
Az Otis Blue: Otis Redding Sings Soul Otis Redding harmadik albuma. Szerepel az 1001 lemez, amit hallanod kell, mielőtt meghalsz című könyvben.

## Az album dalai
| 1. | Ole Man Trouble                             | Otis Redding          | 2:55 |
| 2. | Respect                                     | Redding               | 2:05 |
| 3. | A Change Is Gonna Come                      | Sam Cooke             | 4:17 |
| 4. | Down in the Valley                          | Solomon Burke         | 3:02 |
| 5. | I've Been Loving You Too Long (to Stop Now) | Redding, Jerry Butler | 3:10 |

| 1. | Shake                     | Cooke                          | 2:35 |
| 2. | My Girl                   | William Robinson, Ronald White | 2:52 |
| 3. | Wonderful World           | Cooke, Lou Adler, Herb Alpert  | 3:00 |
| 4. | Rock Me Baby              | B.B. King, Joe Josea           | 3:20 |
| 5. | Satisfaction              | Mick Jagger, Keith Richards    | 2:45 |
| 6. | You Don't Miss Your Water | William Bell                   | 2:53 |

## Közreműködők
- Otis Redding – vokál
- Steve Cropper – gitár
- Donald Dunn – basszusgitár
- Isaac Hayes – billentyűsök
- Al Jackson, Jr. – dob
- Wayne Jackson – trombita
- Andrew Love – tenorszaxofon
- Gene Miller – trombita
- Fred Newman – baritonszaxofon